# Ahmed Arab
Ahmed Arab (Orléansville, 19 marzo 1933 – 1º marzo 2023) è stato un calciatore francese naturalizzato algerino, di ruolo centrocampista.

## Carriera

### Club
Arab si forma nel WR Belcourt, società con sede a Belcourt nell'Algeria francese, in cui militerà sino al 1956. Nel 1957 si trasferisce in Francia per giocare nell'ÉSA Brive.
Nella stagione 1960-1961 si trasferisce al Limoges, che milita nella massima serie transalpina. Con il club limosino retrocede in cadetteria a seguito del diciottesimo e terzultimo posto ottenuto in campionato, nonostante le dieci reti messe a referto da Arab. Con il club biancorosso gioca ancora due stagioni in cadetteria, in cui fu utilizzato anche come difensore centrale prima di tornare in Algeria.
Nel 1963 Arab torna in Algeria, nel frattempo divenuta indipendente, per giocare nel CR Belcourt. Con i biancorossi militerà sino al 1970 vincendo quattro campionati algerini, tre coppe d'Algeria e tre Coppe dei Campioni del Maghreb.

### Nazionale
Venne convocato nella Nazionale olimpica di calcio della Francia, per disputare le XVII Olimpiadi. Con i blues ottenne il secondo posto del girone D della fase a gruppi, venendo eliminato dalla competizione.
Nel 1963 a seguito dell'indipendenza dell'Algeria viene convocato nella nazionale algerina. Esordì in una amichevole vinta per 4-0 contro la nazionale olimpica Cecoslovacchia il 28 febbraio 1963. L'ultima partita giocata da Arab è stata l'amichevole pareggiata contro l'Unione Sovietica giocata il 4 novembre 1964.

## Statistiche

### Cronologia presenze e reti nella Nazionale Olimpica
| Cronologia completa delle presenze e delle reti in nazionale ― Francia Olimpica | Cronologia completa delle presenze e delle reti in nazionale ― Francia Olimpica | Cronologia completa delle presenze e delle reti in nazionale ― Francia Olimpica | Cronologia completa delle presenze e delle reti in nazionale ― Francia Olimpica | Cronologia completa delle presenze e delle reti in nazionale ― Francia Olimpica | Cronologia completa delle presenze e delle reti in nazionale ― Francia Olimpica | Cronologia completa delle presenze e delle reti in nazionale ― Francia Olimpica | Cronologia completa delle presenze e delle reti in nazionale ― Francia Olimpica |
| Data                                                                            | Città                                                                           | In casa                                                                         | Risultato                                                                       | Ospiti                                                                          | Competizione                                                                    | Reti                                                                            | Note                                                                            |
| ------------------------------------------------------------------------------- | ------------------------------------------------------------------------------- | ------------------------------------------------------------------------------- | ------------------------------------------------------------------------------- | ------------------------------------------------------------------------------- | ------------------------------------------------------------------------------- | ------------------------------------------------------------------------------- | ------------------------------------------------------------------------------- |
| 26-8-1960                                                                       | Firenze                                                                         | Francia olimpica                                                                | 2 – 1                                                                           | Perù olimpica                                                                   | Olimpiadi 1960                                                                  | -                                                                               |                                                                                 |
| 1-9-1960                                                                        | Roma                                                                            | Ungheria olimpica                                                               | 7 – 0                                                                           | Francia olimpica                                                                | Olimpiadi 1960                                                                  | -                                                                               |                                                                                 |
| Totale                                                                          |                                                                                 | Presenze                                                                        | 2                                                                               |                                                                                 | Reti                                                                            | 0                                                                               |                                                                                 |

## Palmarès
- Campionato algerino: 4

CR Belcourt: 1964-1965, 1965-1966, 1968-1969, 1969-1970
- Coppa d'Algeria: 3

CR Belcourt: 1965-1966, 1968-1969, 1969-1970
- Coppa dei Campioni del Maghreb: 3

CR Belcourt: 1970, 1971, 1972